# The Red Dance
The Red Dance is een Amerikaanse dramafilm uit 1928 onder regie van Raoul Walsh. De film werd destijds uitgebracht onder de titel De roode danseres.

## Verhaal
Het Russische burgermeisje Tasia is verliefd op grootvorst Eugen. Hij zal trouwen met prinses Varvara. Tijdens de Russische Revolutie wordt de grootvorst gevangengenomen. Op die manier kan Tasia dicht bij hem zijn.

## Rolverdeling
| Acteur             | Personage         |
| ------------------ | ----------------- |
| Dolores del Río    | Tasia             |
| Charles Farrell    | Grootvorst Eugen  |
| Ivan Linow         | Ivan Petroff      |
| Boris Charsky      | Oproerkraaier     |
| Dorothy Revier     | Prinses Varvara   |
| Andrés de Segurola | Generaal Tanaroff |
| Demetrius Alexis   | Raspoetin         |